# Refúgio de Vida Silvestre Metrópole da Amazônia
A REVIS Metrópole da Amazônia é uma unidade de conservação do tipo Refúgio de Vida Silvestre (REVIS) de proteção Integral criado em 2010 com 6 367,00 hectares localizado na Região Metropolitana de Belém (RMB), estando à 23 Km da capital paraense Belém, localizado na antiga fábrica da Pirelli na Fazenda Guamá, ao lado do Território Quilombola do Abacatal, em uma área de 6 367.27 hectares, abrangendo quatro municípios brasileiro do estado do Pará: Ananindeua, Benevides, Marituba e, Santa Isabel do Pará.
O refúgio é integrante do Projeto AgroVárzea, tendo como principais objetivos: contribuir para a manutenção dos processos ecológicos naturais, através da proteção dos ambientes assegurar condições para moradia e reprodução de espécies da flora e da fauna (parte dos 31% de floresta primária da Região Metropolitana); desenvolver técnicas produtivas no Viveiro Florestal das comunidades. Esta possui 15 km de trilhas para passeios de caminhada e bicicleta.

## História
Na década de 1800, na região de localização da REVIS inicialmente chamada de Taperinha, o então conde Coma Mello iniciou o processo dos engenhos de maré, que processavam cana-de-açúcar movidos pela força das marés, criando a “Fazenda Oriboca” ou “Engenho do Uriboca”.
O conde teve filhos com a escrava chamada Olímpia, conhecidas como as “Três Marias”, posteriormente estas transformaram uma parte da fazenda no Quilombo do Abacatal (308,19 hectares), a outra parte foi adquirida pela empresa italiana Pirelli em 1950, sendo chamada popularmente como a “Fazenda da Pirelli” com a finalidade de montar um seringal para extração da borracha. Esse período encerra-se quando a empresa Guamá Agro-Industrial transformou o seringal em pastagem dada à baixa produtividade registrada do latex, criando a “Fazenda Guamá”, até o fechamento de suas atividades no final da década de 1980.
A preocupação com a ocupação desordenada da Região Metropolitana, a viabilidade de projetos estruturais de mobilidade e uso do solo, a degradação ambiental dos mananciais de abastecimento de água e das áreas remanescentes de florestas fez com que o Governo do Estado em 1997 declara a área como “de utilidade pública para fins de desapropriação”, destinando-o à preservação racional do uso do solo urbano e viabilização de projetos estruturais, com o objetivo de contribuir com a reestruturação da Região Metropolitana de Belém.

## Unidade de Conservação
As Unidades de Conservação (UCs) são áreas naturais protegidas por lei, podendo ser de Proteção Integral, ou de Uso Sustentável. As administrações são feitas pelo Instituto Chico Mendes de Conservação da Biodiversidade (ICMBIO), responsável pelo Sistema Nacional de Unidades de Conservação (SNUC), ou podendo ser associadas com Fundações públicas.
O Instituto Chico Mendes (ICMBIO) reconhece a contribuição histórica das comunidades tradicionais na conservação do meio ambiente e no uso sustentável dos recursos naturais. Assim em 2010 este órgão gestor regularizou a situação fundiária das ocupações das comunidades tradicionais nas Unidades de Conservação, as terras situadas em áreas da União foram cedidas às famílias extrativistas (como pescadores e marisqueiros), sob jurisdição da Secretaria do Patrimônio da União/SPU (manguezais, áreas marinhas, espelhos d'água e ilhas federais situadas na Amazônia Legal), a partir da demanda do Plano de Ação Prioritário 2009-2010 da Comissão Nacional de Desenvolvimento Sustentável de Povos e Comunidades Tradicionais.

## Criação
Em 2010, foi criada a REVS Metrópole da Amazônia através da Lei Estadual de nº 2211, de 30 de março do mesmo ano, que segundo a Lei Federal nº 9.985 de 2000, busca garantir a proteção dos recursos naturais da região, as condições de vida da população e o desenvolvimento sustentável da área.

## Gestão
Em 2013, foi criado um conselho que trabalha junto ao órgão gestor Instituto Chico Mendes de Conservação da Biodiversidade (ICMBIO) em 19 de dezembro deste ano, com o objetivo de contribuir com à efetiva implementação do Plano de Manejo desta Unidade.
Em 2016, foi criado a COMISSÃO EXECUTIVA DE ELABORAÇÃO E ACOMPANHAMENTO DE PRODUTOS REVIS METRÓPOLE (CEEAP METRÓPOLE), com o objetivo de transparencia no andamento do processo de elaboração do Plano de Gestão da Unidade de Conservação e dos subprodutos deste.

### Plano de Manejo
O Plano de Manejo da REVIS Metrópole da Amazônia foi aprovado em 2018. Conforme o Sistema Nacional de Unidades de Conservação (SNUC) o planejamento de uma Unidade de Conservação deve ser estabelecido a partir do Plano de Manejo. Um documento técnico que, fundamentado nos objetivos gerais da Unidade de Conservação, estabelece o zoneamento e as normas que irão presidir o uso da área e o manejo dos seus recursos naturais, assim como a implatação de estruturas físicas necessárias para a gestão da UC. É de responsabilidade do órgão gestor ou do proprietário da Unidade a elaboração do seu Plano de Manejo, que deve ser orientado por roteiros metodológicos básicos estabelecidos pelos órgãos executores do SNUC.

### Fitofisionomia
A fitofisionomia representa a vegetação predominante local associada as espécies pioneiras, que correspondendo a 100 % da Unidade de Conservação.

### Bioma
A Unidade tem como principal objetivo proteger ambientes naturais para que sejam asseguradas condições de existência ou reprodução de espécies ou comunidades da flora e da fauna.
Formado por bioma de Formações Pioneiras em três tipos de ecossistemas: aquáticos de 6,5%, que contemplam o rio Guamá, furos e igarapés; terra firme de 25,7% formada por capoeiras, pastagens, plantações de seringueira e urucum, e; de várzea com 67,8% de florestas.  Também contem espécies da flora ameaçadas de extinção, como: acapu, angelim, cedro, ucuúba branca. Conservando parte dos 31% de florestas primárias presente na RMB.
O REVIS tem acesso no Km 14 da rodovia BR-316, seguindo por mais 4 quilômetros na Estrada da Pirelli. Aberto diariamente com entrada é gratuita para visitação mediante autorização do instituto Ideflor-Bio, que pode ser solicitada por: pessoa física, instituições de ensino/pesquisa, entidades públicas, projetos sociais.

### Bacia hidrográfica
A Unidade de Conservação é integrante da Bacia Hidrográfica do Marajó com 96,43 e da Bacia Hidrografica do Litoral Paraense com 3,57%. 

## Programa Ararajuba
A ararajuba, uma ave típica da região Norte, durante 60 anos não teve registro de aparição na região metropolitana de Belém devido o processo de extinção entre as décadas de 1940/1950, devido: a expansão urbana, o desmatamento e, o comércio ilegal.
Em 2017, chegaram à Belém vindas de São Paulo doze espécimes de Ararajuba, que foi reintroduzida nas Unidades de Conservação da região da capital paraense, através do Programa de Reintrodução e Monitoramento de Ararajubas (Guaruba guarouba), desenvolvido pelo Instituto de Desenvolvimento Florestal e da Biodiversidade do Estado do Pará (Ideflor-bio) e a pela Fundação Lymington.

As aves passarão por um processo de readaptação de quatro meses em viveiros, e depois foram libertas nas áreas abertas do: Parque do Utinga, Área de Proteção Ambiental da Região Metropolitana de Belém, APA do Combu, Refúgio de Vida Silvestre Metrópole da Amazônia e, na área do quilombo  Abacatal.